# Lázaro Flury
Lázaro Flury (San Martín de las Escobas, Sante Fe, Argentina, 27 de enero de 1909, San Jorge, Argentina, 11 de enero de 2002) fue un profesor, investigador, escritor y difusor del folclore argentino. Autor de numerosos libros y profesor por concurso de las cátedras de folclore, Historia de la Música Argentina y Danzas Folclóricas de las Universidades Nacionales del Litoral y de Rosario.

## Historia
Participó como un Socio Fundador y Presidente de la primera comisión directiva de la Biblioteca Popular Rivadavia de San Jorge en 1929 y como cofundador del Colegio Nacional en 1950. Fue una de las figuras más importantes en el campo de la Folklorogía, sus estudios se publicaban en diarios y revistas de Chile, Ecuador, Brasil y México.
Flury fue un activo defensor de los pueblos originarios argentinos. Convivió con indios de la Patagonia y del Chaco; concretó entrevistas entre delegaciones de aborígenes con los gobernadores de sus respectivas provincias, escribió el libro “Tradiciones y leyendas de los indios del Chaco”, y presidió la Comisión Indigenista Argentina durante 10 años.
Escribió numerosos libros, como Danzas folclóricas argentinas, Historia de la música argentina, Leyendas americanas, y otros.
La escuela Nº 1342, de San Jorge en Santa Fe lleva su nombre.